# Wolf Peter von Oberndorff
Wolf Peter Freiherr von Oberndorff (* 16. Juni 1638; † 27. Juli 1704 in München) war ein kurbayrischer Offizier und Mitglied des kurfürstlichen Hofkriegsrates.

## Leben und Wirken
Von Oberndorff war Mitglied des Adelsgeschlechts Oberndorff. Von 1663 bis 1664 war er Kriegskommissär des kurbayerischen Heeres.
Von Oberndorff zog als bayrischer Hauptmann mit dem vom Kurfürsten Ferdinand Maria von Bayern den Venezianern gestellten Kriegskontingent nach Kreta. Nachdem die Festung Candia nach 21-jähriger Belagerung durch die Truppen des Osmanischen Reiches am 25. Augustjul. / 4. September 1669greg. kapitulieren musste, fiel er auf der Rückreise in die Hand des Bey von Tripolis, der ihn bis zur 1672 erfolgten Auslösung als Gefangenen in Tripolis hielt. Nach seiner Freilassung trat er wieder in kurbayerische Dienste, wo er u. a. 1675 als Oberstwachtmeister das Dragonerregiment des Fränkischen Kreises kommandierte, das von 1673 bis ca. 1677 an den Feldzügen gegen Frankreich, namentlich 1676 an der Belagerung von Philippsburg, teilnahm. Von Oberndorff war mit Constantia Adelheid von LORCH verheiratet und hatte einen Sohn Philipp Anton Leopold Freiherr von OBERNDORFF (* 16.4.1675, † 11.3.1770 Neuburg). Er starb am 27. Juli 1704 in München und wurde dort im Allerheiligenfriedhof auf dem Kreuz beigesetzt.